# Zrcaljenje
Zrcáljenje (ali refleksija) je skupno ime za več osnovnih geometrijskih preslikav. Vsako zrcaljenje ohranja razdalje med točkami, zato se uvršča med toge premike.
Ime zrcaljenje izhaja iz dejstva, da pri zrcaljenju dane geometrijske množice dobimo podoben rezultat kot pri odboju svetlobe na zrcalu.

## Zrcaljenje v dveh razsežnostih
V ravninski geometriji poznamo zrcaljenje čez točko in zrcaljenje čez premico.
Zrcaljenje čez točko O lahko opišemo tudi na drug način: kot zasuk za 180°okoli točke O. Točko O imenujemo os zrcaljenja ali os zasuka.
Pri zrcaljenju čez premico p iz točke T najprej narišemo pravokotno daljico do premice p. To daljico potem podaljšamo za enako razdaljo na drugi strani in dobimo novo točko T'. Premico p imenujemo os zrcaljenja ali tudi kar zrcalo.

## Zrcaljenje v treh razsežnostih
V prostorski geometriji poznamo zrcaljenje čez točko, zrcaljenje čez premico in zrcaljenje čez ravnino.
V prostoru je zrcaljenje čez premico hkrati tudi zasuk za 180° okoli dane premice (ki jo imenujemo os zrcaljenja ali os zasuka).
Pri zrcaljenju čez ravnino R iz točke T najprej narišemo pravokotno daljico do ravnine R. To daljico potem podaljšamo za enako razdaljo na drugi strani in dobimo novo točko T'. Ravnino R imenujemo ravnina zrcaljenja ali kar zrcalo.